# Dicranolasma verhoeffi
Espèce
Dicranolasma verhoeffi est une espèce d'opilions dyspnois de la famille des Dicranolasmatidae.

## Distribution
Cette espèce se rencontre en Croatie, en Bosnie-Herzégovine et au Monténégro,.

## Description
Les syntypes mesurent de 4,2 à 4,9 mm.

## Systématique et taxinomie
Cette espèce a été décrite par Dahl en 1903.

## Étymologie
Cette espèce est nommée en l'honneur de Karl Wilhelm Verhoeff.

## Publication originale
- Dahl, 1903 : « Über eine eigenartige Metamorphose der Troguliden, eine Verwandlung von Amopaum in Dicranolasma und von Metopoctea in Trogulus. » Sitzungsberichte der Gesellschaft Naturforschender Freunde zu Berlin, vol. 7, p. 278–292.